# Лакулеце-Гара (Дамбовица)
Лакулеце-Гара (рум. Lăculețe-Gară) насеље је у Румунији у округу Дамбовица у општини Вулкана-Панделе. Oпштина се налази на надморској висини од 359 m.

## Становништво
Према подацима из 2002. године у насељу је живело 179 становника, од којих су сви румунске националности.